# Brachauchenius
Brachauchenius (significa "cuello corto") es un género extinto de pliosaurios que vivieron en América del Norte (Estados Unidos) durante el Cretácico.
La especie tipo, Brachauchenius lucasi, vivió en el mar interior occidental de Norteamérica hace cerca de 93.5-89.3 millones de años, durante el Turoniense en el Cretácico Superior. Un espécimen más antiguo del Barremiense de Colombia, en la formación Paja en la zona de Villa de Leyva, Boyacá fue referido a Brachauchenius y se consideró que representaría la primera reaparición de los pliosaurios no romaleosáuridos después de un hiato entre el Berriasiense y el Hauteriviense. Sin embargo, los análisis posteriores de este espécimen colombiano mostraron que era lo suficientemente diferente como para merecer un nuevo género y especie, nombrado como Stenorhynchosaurus munozi.
El primer espécimen conocido (holotipo), USNM 4989 fue recolectado por Charles H. Sternberg en el condado Ottawa, Kansas en 1884. Tenía una longitud craneal de cerca de 90 centímetros. Esta especie fue nombrada por S.W. Williston Un espécimen mayor (FHSM VP-321 - longitud craneal de 170 centímetros) fue excavado por George F. Sternberg en 1952 en la caliza Fairport del condado Russell, Kansas, y más tarde descrito por Carpenter. Schumacher y Everhart (2005) reportó la edad y localidad de ambos especímenes de Kansas. Este pliosaurio crecía hasta cerca de 10  metros de longitud corporal. Brachauchenius representa la última aparición de un pliosaurio en Norteamérica. El espécimen FHSM VP-321 fue más tarde asignado a su propio género y especie, Megacephalosaurus eulerti.

## Trabajos citados
1. 1 2  Williston SW. 1903. North American plesiosaurs. Field Columbian Museum, Pub. 73, Geological Series 2 (1):1-79. (29 plates)
2. ↑  Hampe O. 2005. Considerations on a Brachauchenius skeleton (Pliosauroidea) from the lower Paja Formation (late Barremian) of Villa de Leyva area (Colombia). Fossil Record - Mitteilungen aus dem Museum für Naturkunde in Berlin 8 (1): 37-51.
3. ↑  Páramo, María E.; Gómez-Pérez, Marcela; Noé, Leslie F.; Etayo, Fernando (6 de abril de 2016). «Stenorhynchosaurus munozi, gen. et sp. nov. a new pliosaurid from the Upper Barremian (Lower Cretaceous) of Villa de Leiva, Colombia, South America». Revista de la Academia Colombiana de Ciencias Exactas, Físicas y Naturales (en inglés) 40 (154): 84-103. ISSN 2382-4980. doi:10.18257/raccefyn.239.
4. ↑  Everhart MJ. 2005. Oceans of Kansas - A Natural History of the Western Interior Sea. Indiana University Press, 320 pp. ISBN 780253 345479.
5. ↑  Everhart MJ. 2007. Historical note on the 1884 discovery of Brachauchenius lucasi (Plesiosauria; Pliosauridae) in Ottawa County, Kansas. Kansas Academy of Science, Transactions 110 (3/4): 255-258.
6. ↑  Williston SW. 1907. The skull of Brachauchenius, with special observations on the relationships of the plesiosaurs. United States National Museum Proceedings 32: 477-489. (pls. 34-37)
7. ↑  Carpenter K. 1996. A Review of short-necked plesiosaurs from the Cretaceous of the western interior, North America. Neues Jahbruch für Geol. Palaont. Abh. (Stuttgart) 201 (2): 259-287.
8. ↑  Schumacher BA, Everhart MJ. 2005. A stratigraphic and taxonomic review of plesiosaurs from the old “Fort Benton Group” of central Kansas: A new assessment of old records. Paludicola 5 (2): 33-54.
9. ↑  Schumacher, B. A.; Carpenter, K.; Everhart, M. J. (2013). «A new Cretaceous Pliosaurid (Reptilia, Plesiosauria) from the Carlile Shale (middle Turonian) of Russell County, Kansas». Journal of Vertebrate Paleontology 33 (3): 613. doi:10.1080/02724634.2013.722576.

- Océanos de Kansas (libro), por Michael J. Everhart. ISBN 780253 345479

- Portal:Saurópsidos. Contenido relacionado con Saurópsidos.

- Datos: Q135636
- Multimedia: Brachauchenius / Q135636
- Especies: Brachauchenius